# Werica Nedeska
Werica Nedeska (lub Verica Nedeska, cyryl. Верица Недеска; ur. 8 sierpnia 1978 w Ochrydzie) – macedońska aktorka.

## Życiorys
Studiowała na Wydziale Dramatycznym Uniwersytetu Świętych Cyryla i Metodego w Skopju. Studia ukończyła w 2001 roku. W 2015 roku ukończyła studia na Wydziale Filmowym i Telewizyjnym Akademii Sztuk Scenicznych w Pradze. Mieszka w Pradze. Jest żoną macedońskiego reżysera Iwo Trajkowa (ur. 27 czerwca 1965), z którym ma jedno dziecko. Występuje również jako Werce Nedewa oraz Werica Nedeska-Trajkowa. W 2018 roku wyreżyserowała krótkometrażowy film fabularny według własnego scenariusza Vera. Film miał światową premierę w 2020 roku podczas festiwalu Balkan Panorama w Izmirze.

## Filmografia

### Role filmowe
- 2015: Noc miodowa, jako Anna
- 2012: Treće poluvreme[6]
- 2009: Ocas ještěrky, jako Oliva[7]
- 2008: Siostra (Sestra), jako Cerná
- 2007: Oslneni, jako kobieta
- 2006: Posterunek graniczny (Karaula), jako Mirjana Pašić[8]
- 2005: Bal-Can-Can, jako zgwałcona dziewczyna
- 2004: Wielka woda (Golemata voda), jako towarzysz Olivera
- 2003: Części zapasowe (Rezervni deli), jako Ilinka
- 2002: Jak zły sen (Kako los son), jako Vera
- 2001: Sudbata kato pluh, jako żona Georgiego

### Role serialowe
- 2003: Sedum prikazni za ljubovta i svrsuvanjeto

### Scenariusze
- 2019: Vera[5]
- 2013: For Losers Only w reżyserii Iwo Trajkowa[9]
- 2012: Breaking the Circles[10]